# Minestra nel sacco
La minestra nel sacco è una minestra a base di brodo di carne e cubetti di farina, uova e parmigiano. È tipica della Romagna e il suo nome deriva dall'uso di una tela per avvolgere l'impasto durante la cottura.

## Preparazione
Un impasto di farina, uova, parmigiano grattugiato, burro viene avvolto in un rettangolo di tela, legato e bollito nel brodo di carne per circa 2 ore. L'utilizzo della tela ha lo scopo di mantenere compatto l'impasto ed evitarne la sfaldatura durante la cottura in brodo. 
L'impasto - che durante la cottura ha assunto una forma solida, simile a quella di un polpettone -  viene tolto dal brodo, fatto raffreddare e estratto dal sacchetto per essere tagliato dapprima a fette di circa 1 cm di spessore e, poi, a cubetti. Il brodo di cottura viene posto di nuovo sul fuoco e, al momento dell'ebollizione, vi vengono versati i cubetti per una breve lessatura, finché non tornano a galla. Il tutto viene servito caldo. 
Una preparazione simile è la zuppa imperiale dove l'impasto viene invece cotto in forno prima di tagliarlo a cubetti e passarlo in brodo.